# Isole Pitiuse
Pitiuse (in catalano Pitiüses, in spagnolo Pitiusas, dal greco πιτύα, pitýa, pino) è il nome con cui vengono riconosciute le isole di Ibiza, Formentera e altri piccoli isolotti, appartenenti alle Isole Baleari, nel Mar Mediterraneo.

## Storia
Il nome fu ideato da Plinio il Vecchio e motivato dalla grande quantità di pini esistenti nelle due isole. Diversamente da oggi, antichi greci e romani differenziavano le Pitiuse dal resto delle Baleari, le quali a loro volta erano nominate Gymnesiae, e includevano soltanto Minorca e Maiorca.

## Fauna
Le isole sono caratterizzate dalla presenza di specie e sottospecie di mammiferi e rettili endemici, di dimensioni normalmente maggiori rispetto ai loro omologhi nel resto del continente europeo. Fauna e flora autoctone sono minacciate dalla proliferazione urbanistica e soprattutto dall'introduzione di specie non autoctone, specialmente nell'isola di Ibiza.